# Ljubov Makarivna Szirota
Ljubov Makarivna Szirota (ukránul: Любов Макарівна Сирота; Irtisszk, Szovjetunió, Kazahsztán), 1956. június 21. –) ukrán költőnő, művelődésszervező.

## Élete
Kazahsztán Pavlodari területén született született 1956-ban. Gyermekkorát és fiatalkorának  jelentős részét Kirgízia fővárosában, Frunzében töltötte. Ott jelentek meg első írásai is. 1975-ben szüleivel visszaköltözött Ukrajnába, ahonnan eredetileg is származott a családja. Ott fejezte be még Frunzében elkezdett egyetemi tanulmányait. 1975-ben végzett a Dnyipropetrovszki Állami Egyetemen orosz nyelv és irodalom szakon. 1983-tól élt fiával Pripjatyban, ahol a művelődési ház igazgatónője és a Prometyej színtársulat vezetője volt 1986-ig. Elmondása szerint saját szemével látta felrobbanni lakásának erkélyéről a Csernobili atomerőmű 4-es számú blokkját a katasztrófa hajnalán. Ezen a napon, 1986. április 26-án életében fordulópont következett. Az elszenvedett nagy mennyiségű radioaktív sugárzás következtében ő és fia, Alekszandr is jelentős egészségkárosodást szenvedett. A tragédia ihlette első verseskötetének megjelenését, melyet Teher (oroszul: Ноша) címmel adtak ki 1990-ben Kijevben, ahová a többi kitelepített pripjatyi lakossal költözött a katasztrófa után. Később számos, a csernobili atomkatasztrófával kapcsolatos dokumentumfilmben feltűnt, például az 1988-as Porogban, majd a kijevi Dovzsenko filmstúdióban dolgozott. Adolf Haras pszichológus közbenjárásával terjedtek el a művei szélesebb körökben. Egyik leghíresebb verse, a Radiofóbia a Journal of the American Medical Association hetilap 1992. augusztus 5-i számában is megjelent, több versét is lefordították angolra, ezeket számos lap közölte.
2009. április 26-án jelent meg újabb könyve, a Pripjaty-szindróma, mely a katasztrófa 23 éves évfordulójának alkalmából került a boltokba. A könyvön 15 évig dolgozott Ljubov Szirota, egykori pripjatyi lakos. A könyv 1986. április 26–27-ét mutatja be, az író saját szemszögéből festette le az eseményeket, az evakuálást, valamint a lakosokkal, a családjával, és a barátaival történteket. A mű oroszul jelent meg Ukrajnában és Oroszországban, de a jövőben várhatóan angolul is megjelenik.

## Művei
- Nosa (Ноша), verseskötet, 1990[4]
- Pripjatyszkij szindrom (Припятский синдром), 2009[5][6]